# Задерецький Дмитро Вадимович
Дмитро́ Вади́мович Задере́цький (нар. 3 серпня 1994, Чернігів) — український футболіст, півзахисник житомирського «Полісся».

## Біографія
Вихованець «Десни» (Чернігів), УФК Харків та «ЛКТ-Славутич».
Улітку 2012 року потрапив до «Волині», де протягом першого сезону виступав виключно за молодіжну команду. Дебютував у складі луцького клубу в Прем'єр-лізі 14 липня 2013 року у віці 18 років матчем проти київського «Динамо», вийшовши на заміну на 39 хвилині матчу замість Олексія Бабира. У четвертому турі відіграв цілий матч з «Дніпром», показавши якісну гру. Усього в першому сезоні зіграв у 16 матчах чемпіонату, проте в наступному сезоні 2014/15 зіграв лише у 4 матчах за команду в усіх турнірах.
Через це 25 серпня 2015 року Дмитро був відданий в оренду до кінця сезону в рідний клуб «Десна», що виступав у Першій лізі.
В грудні 2017 року перейшов до «Полісся» з Житомира.
З початком широкомасштабного наступу Росії на Україну встав на захист Батьківщини.

## Статистика

### Клубна кар'єра
Станом на 3 серпня 2013 року
| Сезон   | Команда  | Чемпіонат | Чемпіонат | Чемпіонат | Кубок країни | Кубок країни | Кубок країни | Континентальні кубки | Континентальні кубки | Континентальні кубки | Інші змагання | Інші змагання | Інші змагання | Усього | Усього |
| Сезон   | Команда  | Ліга      | Ігор      | Голів     | Ліга         | Ігор         | Голів        | Ліга                 | Ігор                 | Голів                | Ліга          | Ігор          | Голів         | Ігор   | Голів  |
| ------- | -------- | --------- | --------- | --------- | ------------ | ------------ | ------------ | -------------------- | -------------------- | -------------------- | ------------- | ------------- | ------------- | ------ | ------ |
| 2013-14 | «Волинь» | 2013–2014 | 3         | 0         | КУ           | —            | —            | —                    | —                    | —                    | —             | —             | —             | 3      | 0      |